# Javier Pérez Royo
Javier Pérez Royo (Sevilla, 11 de septiembre de 1944) es un jurista español, catedrático de Derecho Constitucional en la Universidad de Sevilla, comentarista político y articulista en varios medios de comunicación españoles, como ElDiario.es.

## Biografía
Doctorado en Derecho por la Universidad de Sevilla, realizó diversos estudios complementarios en la Universidad de Tubinga, Universidad de Minnesota y el Instituto Max Planck. En la propia universidad sevillana inició su actividad docente como profesor en 1966. De 1988 a 1992 fue rector de la misma y presidente de la Conferencia de Rectores de España.
Fue miembro de la Comisión Redactora del Estatuto de autonomía de Andalucía y participó también en la redacción del Estatuto de autonomía de Cataluña de 2006. Es comentarista habitual de los diarios El País, El Periódico de Cataluña, ElDiario.es, y de la Cadena SER además es colaborador habitual en columnas de opinión en prensa escrita como La Vanguardia, El Punt, Diario de Barcelona, Revista de Girona, Jano, El 9, Avui, El Periòdic d'Andorra, Serra d'Or, en la radio (Catalunya Ràdio y COM Ràdio), y en la televisión (BTV, TV3). Autor de numerosas obras sobre el derecho constitucional.
Durante diez días fue candidato de Podemos por Sevilla a las elecciones generales de 2015.

## Distinciones
Recibió el Premio Blanquerna de la Generalidad de Cataluña en 2007, la Medalla de Oro de la Junta de Andalucía y la Medalla de Oro del Parlamento de Andalucía.
Recibió la Cruz de Sant Jordi en 2009.
Junto a  José Antonio Martín Pallín recibió el premio Alfonso Comín 2019.

## Obras académicas más destacadas
- Las fuentes del Derecho. Tecnos. Madrid (1984).
- Terrorismo, democracia y seguridad, en perspectiva constitucional. (2010)
- El Consejo Constitucional Francés: La jurisdicción constitucional en la quinta república. Javier Pardo Falcón, Javier Pérez Royo. Centro de Estudios Constitucionales, (1990).
- Consideraciones  sobre  la  reforma  de  la  estructura  del  Estado.  Reforma  del Estatuto de Autonomía para Andalucía. (2005)
- Tribunal Constitucional y división de poderes.
- La Reforma de la Constitución.
- Regulación en el Estatuto de Cataluña de  la Participación de  la Generalitat en  las Instituciones  y  Políticas  Estatales.  Estudios  Sobre  la  Reforma  del  Estatuto. Barcelona. Institut d’Estudis Autonòmics. (2004).
- La reforma constitucional inviable (Libros La Catarata, 2015).
- Curso de Derecho Constitucional, 15ª ed., Marcial Pons, Madrid, 2016.